# AWK
AWK是一种优良的文本处理工具，Linux及Unix环境中现有的功能最强大的数据处理引擎之一。这种编程及数据操作语言（其名称得自于它的创始人阿尔佛雷德·艾侯、彼得·溫伯格和布萊恩·柯林漢姓氏的首个字母）的最大功能取决于一个人所拥有的知识。AWK提供了极其强大的功能：可以进行正则表达式的匹配，样式装入、流控制、数学运算符、进程控制语句甚至于内置的变量和函数。它具备了一个完整的语言所应具有的几乎所有精美特性。实际上AWK的确拥有自己的语言：AWK程序设计语言，三位创建者已将它正式定义为“样式扫描和处理语言”。它允许创建简短的程序，这些程序读取输入文件、为数据排序、处理数据、对输入执行计算以及生成报表，还有无数其他的功能。gawk是AWK的GNU版本。
最简单地说，AWK是一种用于处理文本的编程语言工具。AWK在很多方面类似于Unix shell编程语言，尽管AWK具有完全属于其本身的语法。它的设计思想来源于SNOBOL4、sed、Marc Rochkind设计的有效性语言、语言工具yacc和lex，当然还从C语言中获取了一些优秀的思想。在最初创造AWK时，其目的是用于文本处理，并且这种语言的基础是，只要在输入数据中有模式匹配，就执行一系列指令。该实用工具扫描文件中的每一行，查找与命令行中所给定内容相匹配的模式。如果发现匹配内容，则进行下一个编程步骤。如果找不到匹配内容，则继续处理下一行。

## AWK程序结构
AWK是一种处理文本文件的语言。它将文件作为记录序列处理。在一般情况下，文件内容的每行都是一个记录。每行内容都会被分割成一系列的域，因此，我们可以认为一行的第一个词为第一个域，第二个词为第二个，以此类推。AWK程序是由一些处理特定模式的语句块构成的。AWK一次可以读取一个输入行。对每个输入行，AWK解释器会判断它是否符合程序中出现的各个模式，并执行符合的模式所对应的动作。——阿尔佛雷德·艾侯，The A-Z of Programming Languages: AWK
AWK程序是由一系列模式--动作对组成的，写做
```
pattern
 
{
 
action
 
}

```

其中pattern表示AWK在数据中查找的内容，而action是在找到匹配内容时所执行的一系列命令。输入行被分成了一些记录：记录默认由换行符分割，因此输入会按照行进行分割。程序使用给定的条件一个个的测试每条记录，并执行测试通过的条件所对应的action。pattern和action都可以省略不写。无pattern默认匹配全部的记录；而无action则是打印原始记录。简单的AWK表达式之外，pattern可以是BEGIN或END；这两种条件对应的action分别是读取所有的记录之前和之后。同时，如pattern1, pattern2的条件表示符合条件pattern1和pattern2的记录及其之间的部分。
除了一般的，C语言风格的算术和逻辑运算符外，AWK允许运算符~，用来测试正则表达式是否可以与一字符串匹配。作为语法糖，没有~运算符的正则表达式会被用来对当前记录进行测试，相当于/regexp/ ~ $0。

## AWK命令
AWK命令即为前文例子中以action指代的语句。AWK命令可以包括函数调用，变量赋值，计算，及/或各项的组合。标准AWK提供了许多内建函数；其部分实现则可能提供了更多的内建函数。同时，AWK的部分实现支持动态链接库，使得其可以支持更多的函数。
便利起见，下述例子中可能省略大括号（{ }）。

### print命令
print 命令用于输出文本。其输出的文本总是以"输出记录分隔符"（Output record separator, ORS）分割的，其默认值为换行符。该命令的最简形式为：
- print：会输出当前记录的内容。在AWK中，记录会被分割成“域”，它们可以被分别显示或使用：
- print $1：显示当前记录的第1个域
- print $1, $3：显示当前记录的第1和第3个域，并以预定义的输出域分隔符（Output field separator, OFS）分隔，其默认值为一个空格符

虽然域的符号($X)可能类似于某些语言中的变量（例如PHP和perl），但在AWK中，它们指代的是当前记录的域。另外，$0是指整个记录。事实上，命令print和print $0的效果是相同的。
print命令也可以显示变量、计算、函数调用的结果：
```
print
 
3
+
2

print
 
foobar
(
3
)

print
 
foobar
(
variable
)

print
 
sin
(
3
-
2
)

```

其输出可以重定向到File:
```
print
 
"expression"
 
>
 
"file name"

```

或重定向到管道：
```
 
print
 
"expression"
 
|
 
"command"

```

### 内建变量
AWK的内建变量包括域变量，例如$1、$2、$3以及$0。这些变量给出了记录中域的内容。
内建变量也包括一些其他变量：
- NR：已输入记录的条数。
- NF：当前记录中域的个数。记录中最后一个域可以以$NF的方式引用。
- FILENAME：当前输入文件的文件名。
- FS：“域分隔符”，用于将输入记录分割成域。其默认值为“空白字符”，即空格和制表符。FS可以替换为其它字符，从而改变域分隔符。
- RS：当前的“记录分隔符”。默认状态下，输入的每行都被作为一个记录，因此默认记录分隔符是换行符。
- OFS：“输出域分隔符”，即分隔print命令的参数的符号。其默认值为空格。
- ORS：“输出记录分隔符”，即每个print命令之间的符号。其默认值为换行符。
- OFMT：“输出数字格式”（Format for numeric output），其默认值为"%.6g"。

### 变量和语法
变量名可以是语言关键字外的，只包含大小写拉丁字母，数字和下划线（_）的任意字。而操作符+、-、*、/则分别代表加、减、乘、除。简单的将两个变量（或字符串常量）放在一起，则会将二者串接为一个字符串。若二者间至少有一个是常量，则中间可以不加空格；但若二者均为变量，中间必须包括空格。字符串常量是以双引号（"）分隔的。语句无需以分号结尾。另外，注释是以#开头的。

### 用户定义函数
函数是以与C语言类似的方式定义的，以关键字function开头，后面跟函数名称，参数列表和函数体。
```
# 示例函数

function
 
add_three
 
(
number
)
 
{

  
return
 
number
 
+
 
3

}

```

上面的函数可以如此调用：
```
print
 
add_three
(
36
)
     
# 输出'''39'''

```

函数可以拥有其私有变量。其私有变量可以写在参数列表之后，因为这些值会在调用函数时被忽略。通常可以在参数列表中参数和私有变量之间加入一些空格，用以区别“真正的”参数和私有变量。
函数声明中，函数名和括号间可以有任意空格，但在调用时二者必须紧邻。

## 样例程序

### Hello World
AWK的hello world程序为：
```
BEGIN
 
{
 
print
 
"Hello, world!"
 
}

```

注意此处无需写出exit语句，因为唯一的模式是BEGIN。

### 输出长度大于80的行
输出长度大于80字符的行。注意模式的默认行为是输出当前行。
```
length
(
$
0
)
 
>
 
80

```

### 输出单词计数
对输入中的单词进行计数，然后输出行数，单词数和字符数（类似wc）。
```
{

    
w
 
+=
 
NF

    
c
 
+=
 
length
 
+
 
1

}

END
 
{
 
print
 
NR
,
 
w
,
 
c
 
}

```

由于没有提供模式，输入的全部行都可以匹配该模式，因此对每行都会执行预定操作。注意w+=NF的含义等同于w = w + NF。

### 计算最后一个单词的和
```
{
 
s
 
+=
 
$
NF
 
}

END
 
{
 
print
 
s
 
+
 
0
 
}

```

s是数值$NF的累加，$NF是每条记录中的最后一个域，NF（没有$）是当前行中域的数量。例如一个域数为4的行中$NF相当于$4。事实上，$是一个具有最高优先级的一元运算符。（若一行没有域，则有NF为0，而$NF相当于$0，是整行，在这种情况下，要么是空串，要么只有空白符，因此其数值为0。）
文件结束时，END模式得到了匹配，因此可以输出s。然而，在没有输入行的情况下，s会没有值，从而导致没有输出。因此，对其加0可以使AWK在这种情况下对其赋值，从而得到一个数值。这种方法是将字符串强制转化为数值的惯用法（反之，与空串连接则是将数值强制转换为字符串的方法，例如s ""）。如此处理之后，若程序输入为空文件，可以得到0作为输出，而不是一个空行。

### 匹配输入行中的范围
```
$ 
yes
 
Wikipedia
 
|
 
awk
 
'NR % 4 == 1, NR % 4 == 3 { printf "%6d  %s\n", NR, $0 }'
 
|
 
sed
 
7q

     1  Wikipedia

     2  Wikipedia

     3  Wikipedia

     5  Wikipedia

     6  Wikipedia

     7  Wikipedia

     9  Wikipedia

$

```

yes命令重复输入其参数（默认则是输出y）。在这里，我们让该命令输出Wikipedia。动作块则输出带行号的内容。printf函数可以模拟标准C中的printf函数，其效果与前述的print函数类似。而符合模式的行是这样产生的：NR是记录的编号，也就是AWK正在处理行的行号（从1开始）。%是取余数操作符。因此，NR % 4 == 1对第1、5、9等行为真。类似的，NR % 4 == 3对3、7、11等行为真。范围模式在其第一部分匹配（例如对第1行）之前为假，并在第二部分匹配（例如第3行）之前为真。然后，再在第二次匹配上其第一部分（例如第5行）前为假。sed命令则是用于截取其前7行输出，防止yes命令一直运行下去。若head命令可用的话，这行命令的效果和head -n7相同。
若范围模式的第一部分永远为真，例如设定为1，可以用来使该范围从输入的最开始开始。类似的，若第二部分总是为假，例如0，则该范围的结束即为输入的结束。命令
```
/^--cut here--$/
,
 
0

```

会输出从符合正则表达式^--cut here--$开始的输入行，也即从只包含--cut here--的行开始，直到输入的结束。

### 计算词频
使用关联数组计算词频：
```
BEGIN
 
{

    
FS
=
"[^a-zA-Z]+"

}

{

     
for
(
i
=
1
;
 
i
<=
NF
;
 
++
i
)

          
words
[
tolower
(
$
i
)]
++

}

END
 
{

    
for
(
i
 
in
 
words
)

         
print
 
i
,
 
words
[
i
]

}

```

BEGIN块设定域分隔符为任意非字母字符。值得注意的是，分隔符不仅可以是字符串，也可以是正则表达式。然后，程序对每个输入行执行相同的操作。在此，对每个域，我们累加其小写形式出现的次数。最后，在END块中，我们输出单词及其出现的次数。代码
```
for
(
i
 
in
 
words
)

```

建立了一个遍历关联数组中元素的循环，其中，i会被设为对应的键。这一点和多数语言不同，而和Objective-C 2.0中的for...in语法相似。这样的语法允许以简单的方式遍历数组，从而输出这些单词。另外，tolower函数是One True awk（见下文）的附加函数。

### 从命令匹配模式
这个程序可以以多种不同形式出现。第一个使用Bourne shell脚本来完成大部分工作。这也是最短的一个方法：
```
$ 
cat
 
grepinawk

pattern=$1

shift

awk '/'$pattern'/ { print FILENAME ":" $0 }' $*

$

```

awk命令中的$pattern并没有为引号所保护。在这里，模式可以检查输入行（$0）是否与之匹配。FILENAME变量则包含了当前的文件名。awk没有显式的字符串连接操作符；与bash相似，只需简单的将字符串并列即可。$0则会输出原始的输入行。
也有另外的方法来完成同样的任务。下面的脚本直接在awk中访问环境变量。
```
$ 
cat
 
grepinawk

pattern=$1

shift

awk '$0 ~ ENVIRON["pattern"] { print FILENAME ":" $0 }' $*

$

```

这个脚本用到了数组ENVIRON，一个One True awk中引入的量。其作用类似与POSIX标准中的getenv函数。这个脚本先建立了一个名为pattern的环境变量，其值为脚本的第一个参数，然后让awk在其余的参数所代表的文件内寻找该模式。
~是用于检查其两个操作数是否匹配的运算符；其逆则为!~。注意正则表达式也属于普通的字符串，可以储存于变量中。
下面的方法则采用了在命令行对变量赋值的方法，即在awk的参数中写入一个变量的值：
```
$ 
cat
 
grepinawk

pattern=$1

shift

awk '$0 ~ pattern { print FILENAME ":" $0 }' "pattern=$pattern" $*

$

```

最后，这种方法是纯awk的，无需shell的帮助，也无需知道太多关于awk脚本实现的细节（而在命令行对变量赋值的方法可能与awk的实现相关）；但这种方法的脚本有点长：
```
BEGIN
 
{

    
pattern
 
=
 
ARGV
[
1
]

    
for
 
(
i
 
=
 
1
;
 
i
 
<
 
ARGC
;
 
i
++
)
 
# 去除第一个参数

        
ARGV
[
i
]
 
=
 
ARGV
[
i
 
+
 
1
]

    
ARGC
—
if
 
(
ARGC
 
==
 
1
)
 
{
 
# 模式是唯一参数，因此强制从标准输入读取

        
ARGC
 
=
 
2

        
ARGV
[
1
]
 
=
 
"-"

    
}

}

$
0
 
~
 
pattern
 
{
 
print
 
FILENAME
 
":"
 
$
0
 
}

```

BEGIN块的作用不仅仅是提取出第一个参数，也防止第一个参数在BEGIN块结束后直接被解释为输入文件。ARGC，输入参数的数量永远是不小于1的，因为ARGV[0]是执行脚本的命令名，通常是"awk"。另外，ARGV[ARGC]永远是空串。对于其中的if块，它表明若没有指定输入文件，awk会直接读取标准输入流（stdin）。也即
```
$ 
awk
 
'prog'

```

也可以工作，因为程序中已经将ARGC置为了2；若该值为1，则awk会认为没有文件需要读取而直接退出。同时，若需从标准输入读取数据，需要将文件名显式的指定为-。

## 自包含的AWK脚本
与许多其他的程序语言相似，可以利用“shebang”语法构建自包含的awk脚本。
例如，一个名为hello.awk，可以输出“Hello, world!”的UNIX命令可以通过建立内容如下，名为hello.awk的文件来完成：
```
#!/usr/bin/awk -f

BEGIN
 
{
 
print
 
"Hello, world!"
 
}

```

-f参数告诉awk将该文件作为awk的程序文件，然后即可运行该程序。